# Noordeinde 33
Noordeinde 33 is een gebouw op de hoek van het Noordeinde en de Heulstraat in Den Haag. Het is in 1883-1884 gebouwd voor het agentschap van De Nederlandsche Bank naar een ontwerp van Gerlof Salm en Abraham Salm. 

## Voorgeschiedenis
De Bankwet van 1863 verplichtte de Nederlandsche Bank om in Rotterdam een Bijbank en in elke provincie ten minste één agentschap te openen. Op 18 mei 1864 besloten directie en commissarissen tot de daadwerkelijke oprichting van de Bijbank en twaalf agentschappen. In Den Haag werd in eerste instantie geen agentschap gevestigd. Wel was er net als in verschillende andere plaatsen een correspondentschap. In Den Haag was dat van 1-1-1865 tot 1-10-1867 Scheurleer & Zoonen. Aan die situatie kwam een einde toen in 1867 alsnog een agentschap in Den Haag werd opgericht, waaronder ook de reeds bestaande correspondentschappen in Delft en Leiden gingen ressorteren. Op 1 oktober 1867 ging het agentschap open in de Van Assendelfstraat 22, het woonhuis van de agent. Deze verhuisde in 1868 naar de Boekhorststraat 29. In 1876 verhuisde het agentschap naar de overkant van de straat op nr. 23.

## Gebouw
In 1883 werd grond aangekocht op de hoek van het Noordeinde en de Heulstraat en in de zomer van hetzelfde jaar werd in opdracht van de Nederlandsche Bank begonnen met de bouw van het agentschap naar een ontwerp in neorenaissancestijl van de architecten G.B. Salm en zijn zoon A. Salm. In september 1884 was het gebouw gereed. Het bestond uit twee bouwlagen en een zolderverdieping.
De eerste verbouwing vond plaats tussen 1905 en 1911 om de donkere en slecht te ventileren wachtkamer aan te passen. Vanwege ruimtegebrek werd in 1915 de aangrenzende Wilhelmina-galerij - een winkelcomplex - aangekocht, die ingrijpend verbouwd werd onder toezicht van de architecten A. Salm en K. Stoffels.
In 1923 werd besloten om de beide panden samen te voegen. Architect C.B. Posthumus Meyes kreeg hiertoe opdracht en maakte een ontwerp met de Hollandse Neorenaissance als bouwstijl, waarbij het bankgebouw ook met een verdieping werd uitgebreid. In juli 1925 werd begonnen met de werkzaamheden, die in november 1927 voltooid werden. Vanwege het aan de achterzijde staande Paleis Kneuterdijk werden aan die kant de ramen voorzien van ondoorzichtig glas en werden hier ook geen tralies aangebracht. Overigens werd vanwege het aan de voorzijde staande Paleis Noordeinde tijdens de bouw geen reclame aangebracht op de bouwschutting.
In latere jaren zijn er nog diverse malen wijzigingen en moderniseringen aangebracht: zo werd het centrale trappenhuis dichtgemetseld, werden de plafonds verlaagd en kwam er buizenpost. Na het vertrek van het agentschap in 1994 werd het gebouw gerenoveerd onder leiding van architect Rob van Erk (EGM architecten), waarbij het met behoud van de originele tegelwanden en plafonds geschikt werd gemaakt voor een meer eigentijdse kantoorfunctie. De bankkluizen bleven behouden: de hoofdkluis in het souterrain onder de voormalige Wilhelmina-galerij werd vergaderruimte; de overige kluizen kregen een functie als kast- en archiefruimte. De verhuurbare oppervlakte was 2.468 m2 (NEN 2580) met ruimte voor circa 80 werkplekken (huurprijs € 525.000 /jr.).
Bij de verbouwing in 2017 werd het kantoorgebouw omgevormd tot een hotel met 63 kamers.

## Gebruik
Tot 1994 was het Agentschap gevestigd op het adres Noordeinde 33. Daarna is het gebouw verkocht aan de toenmalige Westermeijer Groep en verhuurd aan Loyens & Volkmaars (later opgegaan in Loyens & Loeff). Van 2004–2011 volgde Houthoff Buruma als gebruiker. Na een periode van leegstand is het pand in 2016 gekocht door de Franse belegger Corum als hotelproject. Het zal na een verbouwing vanaf medio 2017 geëxploiteerd worden door de Borealis Hotel Group onder de naam: Hotel Indigo – Palace Noordeinde, onderdeel van de Intercontinental Hotels Group.